# Antoni (Buluchia)
Antoni, imię świeckie Markoz Buluchia (ur. 7 maja 1956 w Oczchamuri) – gruziński duchowny prawosławny, od 2010 metropolita Bani i Bagrati.

## Życiorys
16 marca 1989 otrzymał święcenia diakonatu, a 26 kwietnia tegoż roku – prezbiteratu. 10 listopada 1996 otrzymał chirotonię biskupią.